# 高木紗友希
高木 紗友希（たかぎ さゆき、1997年4月21日 - ）は、日本の歌手、実業家、YouTuber、Pocochaライバー。ハロー!プロジェクトに所属する女性アイドルグループJuice=Juiceの元メンバーで、2019年6月18日からグループの脱退まではサブリーダー（2代目）も務めた。公式ニックネームはさゆべぇ。現在の芸名はさゆべえ。
千葉県出身。血液型A型。身長156 cm。「株式会社あのね」を設立し、社長として芸能活動をしている。

## 略歴

### ハロプロ時代
- 2009年11月、ハロプロエッグに加入[2]。
- 2009年11月23日、『2009 ハロー!プロジェクト新人公演 11月 〜横浜FIRE!〜』でハロプロエッグの新メンバーとして紹介された。
- 2010年10月、『劇場版ほんとうにあった怖い話3D』第3話「誰かいる」でハロプロエッグの佐藤綾乃とともに主演[8][9]。
- 2013年2月3日、ハロプロ研修生（旧・ハロプロエッグ）の中から結成された新しいユニットのメンバーに選ばれた。高木以外のメンバーは金澤朋子・宮崎由加・植村あかり・宮本佳林・大塚愛菜で、6人組のユニットであった。2月25日には、新ユニットのグループ名が「Juice=Juice」（ジュースジュース）であることが発表された[10][11][12][13][14]。
- 2013年4月24日、Juice=Juice公式ブログを開始[15]。
- 2013年9月11日、Juice=Juiceのシングル「ロマンスの途中/私が言う前に抱きしめなきゃね(MEMORIAL EDIT)/五月雨美女がさ乱れる(MEMORIAL EDIT)」でメジャーデビュー[16]。
- 2016年11月、声帯結節の手術を受けたことを公表[17]。
- 2018年9月21日、千葉県松戸市安全都市協議会など主催の「秋の全国交通安全運動合同出動式」に一日警察署長として参加[18]。
- 2019年6月13日、Instagramを開始[19]。
- 2019年6月18日、Juice=Juiceの2代目サブリーダーに就任[20]。
- 2019年8月9日、1st写真集『紗友希』を発売[21]。
- 2021年2月12日、Juice=Juiceおよびハロー!プロジェクトでの活動終了を発表[22][23]。
- 2021年3月31日、同日付で所属事務所であるアップフロントプロモーションとの専属マネージメント契約が終了したことが発表された[24]。

### ソロ時代
- 2021年4月4日、Twitterおよび新しいアカウントのInstagramを開始[25][26]。
- 2022年4月11日、YouTubeチャンネル『さゆべえ』を開設し、そのチャンネルにアップロードされた動画内にて、「株式会社あのね」を設立し、アイドルを辞めて社長になることを発表[6][7]。
- 2022年4月12日、TikTokを開始し、自身のYouTubeチャンネルの切り抜き動画を投稿[27]。
- 2023年1月6日、新曲「マイラブ」がTBSテレビ「ドラマストリーム」枠のドラマ『ブラザー・トラップ』エンディングテーマとなることを発表[28]。

## 人物
- 三姉妹の次女[29]。
- 2020年11月、音楽番組『関ジャム 完全燃SHOW』が企画した「令和アイドル界スゴいボーカリスト10人」（選出者はヒャダインと今井マサキ）に選出された。番組内で紹介されたライブ映像を見た安田章大は、リラックスした表情で高らかにハイトーンを響かせる歌い方を細川たかしに例えて評価した[30]。
- 元モーニング娘。の田中れいなを尊敬している[31]。ライブでは田中のように小指をマイクの下に通して歌っていたが、「私は田中れいなさんにはなれないのに何で真似してんだろう」と気付いて普通に持つことにしたという[32]。
- 元モーニング娘。の工藤遥と仲が良い[33]。2014年にはSATOYAMA movement企画の一環として、工藤・高木に℃-uteの岡井千聖を加えた「トリプレット」というユニットを組みオリジナル曲「Dream Last Train」を発表した[34]。

### 趣味・嗜好
- コブクロのファンである[35]。幼いころコブクロの歌を聞き歌手になろうと決心したという。ほかにはディープ・パープルなども聴くという[36]。
- テレビ東京の子供番組『おはスタ』のファンで、保育園のころからずっと見ていたが、今は昼に起きている[37]。

## 作品

### 配信楽曲
高木紗友希名義
- 恋する!さかなヘン / 矢島舞美、中島早貴、高木紗友希(Juice=Juice)、岡田万里奈(LoVendoЯ)、岸本ゆめの(つばきファクトリー)（2019年3月30日、UP-FRONT WORKS）[38]

さゆべえ名義
- ダイヤモンド（2022年6月17日、作詞・作曲：ななしのごんべえ）
- マイラブ（2023年2月8日、作詞：栗原暁〈Jazzin' park〉、作曲：栗原暁 / 前田佑）[28]
- カメレオン（2023年4月26日）[39]
- 愛煩い（2023年7月27日）[40]
- ロンリーナイト（2023年12月24日）[41]
- サヨナライエスタデイ（2024年4月24日）[42]
- ヒロイン（2024年6月20日）[43]
- うつろい（2024年10月26日）[44]

### 映像作品
- 劇場版ほんとうにあった怖い話3D（2010年11月5日）
- 空間ゼリー『今がいつかになる前に』（2011年2月23日）[45]
- リボーン〜命のオーディション〜（2012年3月14日、UP-FRONT WORKS）[46]
- 数学♥女子学園 DVD-BOX（2012年5月29日、バップ）[47]
- Greeting〜高木紗友希〜（2015年12月19日、UP-FRONT WORKS）

## タイアップ
| 起用年 | 楽曲     | タイアップ                                                            |
| ------ | -------- | --------------------------------------------------------------------- |
| 2023年 | マイラブ | TBSテレビ「ドラマストリーム」『ブラザー・トラップ』エンディングテーマ |

## 出演

### コンサート
- 2009 ハロー!プロジェクト新人公演 11月 〜横浜FIRE!〜（2009年11月23日、横浜BLITZ）
- 2010 ハロー!プロジェクト新人公演 3月 〜横浜GOLD!〜（2010年3月27日、横浜BLITZ）[48]
- 2010 ハロー!プロジェクト新人公演 6月 〜横浜HOP!〜（2010年6月5日、横浜BLITZ）[49]
- 2010 ハロー!プロジェクト新人公演 9月 〜横浜STEP!〜（2010年9月5日、横浜BLITZ）[50]
- 2010 ハロー!プロジェクト新人公演11月 〜横浜JUMP!〜（2010年11月28日、横浜BLITZ）[51]
- ハロプロ エッグ 2011 発表会〜9月の生タマゴShow!〜（2011年9月11日、横浜BLITZ）[52]
- ハロプロ研修生 2012 発表会〜3月の生タマゴShow!〜（2012年3月31日、日本橋三井ホール）[53]
- ハロプロ研修生 発表会 2012〜6月の生タマゴShow!〜（2012年6月17日、山野ホール）[54]
- ハロプロ研修生 2012発表会 〜9月の生タマゴShow!〜（2012年9月9日、山野ホール）[55]
- M-line Special 2021〜Make a Wish!〜（2021年3月20日、NHK大阪ホール） - ゲスト出演の予定だったが、Juice=Juiceでの活動終了に伴い出演も辞退[56]
- スカパー!カケルフェス! 〜アップアップガールズ（仮）×わーすた スペシャルゲスト：さゆべえ〜（2023年2月4日、日テレらんらんホール、昼の部）[57]

### イベント
- 「One Love Life Live」音楽&お笑いライブ（2011年5月3日 - 5日、フジテレビ 1階広場 特設ステージ）[58]
- ハロプロ エッグ 汐留AXイベント（2011年6月19日、汐留AX）[59][60]
- 汐博「汐留☆アイドルカーニバル!2011 in SHIODOME-AX」ハロプロ エッグ新メンを迎えて〜夏期休暇中デラAX!〜（2011年8月11日・18日、汐留AX）[61][62]
- 汐博2012 汐留☆アイドルカーニバル!2012 ハロプロ研修生 夏季休暇中〜汐留ハンター〜（2012年8月26日、汐留AX）[63][64]

### 舞台・ミュージカル
- ココ・スマイル6〜夏色のキャンバス〜（2009年8月20日 - 24日、全労済ホール/スペース・ゼロ） - 柏木このは 役
- 空間ゼリー vol.12 今がいつかになる前に（2010年10月30日 - 11月7日、池袋シアターグリーン BIG TREE THEATER）[65] - 福本彩乃 役
- リボーン〜命のオーディション〜（2011年10月8日 - 17日、全労済ホール/スペース・ゼロ） - コウノトリ 役[66]
- 演劇女子部「ミュージカル 恋するハローキティ」（2014年11月19日 - 24日、紀伊國屋サザンシアター） - 相原ワカナ 役
- 演劇女子部「タイムリピート〜永遠に君を想う〜」（2018年9月28日 - 10月8日、全労済ホール/スペース・ゼロ）[67] - エイジ 役

### 映画
- ほんとうにあった怖い話3D 第3話「誰かいる」（2010年）[8][9] - 主演・倉田明日香 役

### テレビドラマ
- 時々迷々 ウソ・ウソ・ウソ（2010年、NHK教育） - ワカナ 役
- 数学♥女子学園（2012年2月22日、日本テレビ系）[68] - 舞浜はる 役[69]

### 歌番組
- CDTVライブ!ライブ!クリスマススペシャル（2020年12月21日、TBSテレビ） - 小田さくら（モーニング娘。'20）とともに出演[70]

### バラエティ番組
- アソンデマナブ 人気子役がイケメン先生と社会科見学!（2010年4月24日、テレビ東京）

### ミュージック・ビデオ
- アンジュルム（26thシングル）「恋はアッチャアッチャ」 - 公式 アッチャアッチャ応援隊

## 書籍

### 写真集
- 紗友希（2019年8月9日、オデッセー出版、撮影：西田幸樹）[21]

## 所属グループ・ユニット
- Juice=Juice（2013年 - 2021年）
- シャッフルユニット
  - ハロプロ・オールスターズ（2018年 - 2020年）
- 企画ユニット
  - トリプレット（2014年）